# ポケットにライ麦を
『ポケットにライ麦を』（ポケットにライむぎを、原題：A Pocket Full of Rye）は、イギリスの女流作家アガサ・クリスティの1953年に発表された推理小説。 マープルシリーズの長編第6作目にあたり、クリスティの代表作である『そして誰もいなくなった』と同様に、マザー・グースの童謡の歌詞どおりに殺人が起きるいわゆる「見立て殺人」をテーマにした作品。

## あらすじ
ロンドンの実業家レックス・フォテスキューが朝のお茶を飲んで死亡し、ロンドン警視庁のニール警部が捜査の指揮を執る。解剖の結果、死因はイチイの木から取れる毒性アルカロイド、タキシンの中毒であり、フォテスキューは朝食とともにこれを摂取していたことが判明する。また、衣服を調べた結果、彼の上着のポケットから大量のライ麦が見つかる。
レックスの妻アディールが第一容疑者となる。次男のランスロットと妻のパトリシアは、父親の招待でケニアからロンドンへ向かっている途中であり、パリから翌日帰国すると電報を打ち、警察が空港で出迎える。ランスロットが妻をロンドンに残してイチイ荘に到着した日、アディールはお茶に青酸カリを入れられ死亡する。さらにその数時間後、メイドのグラディスは庭で鼻に洗濯バサミを付けられ首を絞められた状態で発見される。
ニール警部はヘイ巡査部長とともにこの殺人事件に取り組み、事務所や自宅で聞き取り調査を行う。長男のパーシヴァルは、父親が常軌を逸して事業を台無しにしていたと警部に話す。3件の殺人事件が新聞に載った後、ミス・マープルがイチイ荘にやって来る。グラディスはかつてマープルの家で給仕と掃除を学んでいたのだった。レックスの義理の姉であるミス・ラムスボトムがマープルを招待して宿泊させる。ニール警部はマープルと一緒に捜査することに同意し、彼女が何をもたらすか様子を見る。ニール警部は、タキシンがマーマレードに混ぜられて摂取されたこと、朝食時に出された新しい瓶をレックスが一人で使ったこと、その瓶が庭に投げ捨てられ、警察に発見されたことを知る。マープルはニール警部と事件について話す中で、古い童謡「6ペンスの唄」のパターンを連想し、警部にクロツグミについて調べたかと確認する。彼がそれについて調べてみると、レックスの自宅の机の上にクロツグミの死骸が置かれた事件やパイの中身がクロツグミの死骸に置き換えられた事件があったこと、そしてランスロットから東アフリカの「ブラックバード（クロツグミ）鉱山」という名を聞かされる。
ブラックバード鉱山は、マッケンジーという人物が発見したもので、金が出る可能性があると思われていた。レックスは、この土地に資本を投じて調査した後、マッケンジーをそこに残して帰国し、マッケンジーは現地で死亡、レックスは鉱山が価値のない土地と思いつつも所有し続けていた。マッケンジー夫人は夫の死でレックスを恨み、子供たちに父の仇を討つよう教え込むと誓っていたという。息子は戦争で死んだが、警部もマープルも、娘が別の名前でこの家にいるのではと疑う。警部は家政婦のメアリーを疑い、本人にそう告げる。その後、パーシヴァルの妻ジェニファがマープルに自分がマッケンジー家の娘だと打ち明け、警部はそれを確認する。ジェニファはレックスに過去の犯罪を思い出させるため、彼の近くに死んだクロツグミを置いていたのだった。マープルはこれが真犯人にテーマをもたらしたのだと察する。メアリーはジェニファを脅迫するが、それを知ったニール警部はメアリーに対し、強請った金を返せば告訴はしないと言う。
マープルはレックスを殺した真犯人についてニール警部に説明する。グラディスは、恋人であるアルバート・エヴァンスの指示で、マーマレードにタキシンを入れ、レックスのポケットにライ麦を入れていた。自分に魅力がないと感じていたグラディスは、彼に協力を求められるとすんなり引き受け、彼の動機に疑問を持つこともなかったのだった。マープルは、アルバート・エヴァンスの正体がランスロットであり、ブラックバード鉱山でウランが発見されたため、その権利書を欲しがっているのだと説明する。彼は会社の資産が目減りするのを防ぐために父親を殺害し、権利書についての交渉相手が兄パーシヴァルだけになるようにした。継母を殺したのは、夫の死後30日経てば彼女が遺産を相続するからであり、さらにグラディスをも口封じで殺し、唄の歌詞に合わせて洗濯ばさみを付けたのだった。
しかしランスロットとグラディスを繋ぐ証拠はなく、彼を逮捕することは出来ない。無力感に苛まれたマープルが帰宅すると、ポストに投函されたグラディスからの手紙が彼女を待っていた。彼女は自分がしたことを全て説明し、どうしていいかわからないのでマープルの助けを求めていた。そして手紙には彼女とアルバート（明らかにランスロットの姿）の写真が同封されていた。

## 登場人物
ジェーン・マープル
探偵好きな独身の老婦人。
レックス・フォテスキュー
投資信託会社社長。
アディール・フォテスキュー
レックスの後妻。
パーシヴァル(ヴァル)・フォテスキュー
レックスの長男。
ジェニファ・フォテスキュー
パーシヴァルの妻。
ランスロット(ランス)・フォテスキュー
レックスの次男。
パトリシア(パット)・フォテスキュー
ランスロットの妻。　
エレイヌ・フォテスキュー
レックスの娘。
エフィ・ラムズボトム
レックスの義姉。
アイリーン・グローブナー
レックスの秘書。
ヴィヴィアン・デュボア
アディールの男友達。
メアリー・ダブ
フォテスキュー家の家政婦。
クランプ
フォテスキュー家の執事
クランプ夫人
クランプの妻。フォテスキュー家の料理人。
グラディス・マーティン
フォテスキュー家の小間使い。
ニール
警部。　　

## 作品の評価

### 批評家によるレビュー
フィリップ・ジョン・ステッドは、1953年12月4日付のタイムズ・リテラリー・サプリメント誌で、「クリスティの小説は、推理小説でありながらも読んで快適な部類である。暴力や感情をリアルに表現して読者を苦しめたり、登場人物への興味をむやみに求めたりしない。犯罪は慣習であり、知的な運動であり、悪徳実業家を殺した犯人は冗談で毒を盛っただけであるかのようだ。登場人物は軽く巧みに描かれ、ユーモアの防腐剤のような息吹が感じられる。自分がやろうとしていることの限界をこれほどうまく意識している作家を読むのは楽しいことだ」と述べている。 そして、「クリスティは、探偵になって考えるのが好きな読者に対して公平に書くという評判がある。今回の事件では、プロットの隠されたメカニズムが、確率の犠牲の上に巧妙に作られていると感じるかもしれないが、この物語は（この牧歌的な雰囲気の中で、殺人そのものと同様に）それがあまり重要でないほど自信をもって語られている」と結論付けている。
また、オブザーバー紙（1953年11月15日号）のモーリス・リチャードソンは、「クリスティの読者への犯罪行為ほど見事なものはない。スフレはうまく焼けているが、燻製ニシン（読者の注意を逸らすものの意もある）は十分にうまくない」と述べている。しかし、この退廃的な老死刑執行者は、ほとんどいつもよく書いている。彼女を博士号（Dame）か博士号（D.Litt.）にするべきだ。」と述べた。
ロバート・バーナードは登場人物について、「超証券会社という設定と、極めて厄介な容疑者一家だ（クリスティは通常、ほとんどの登場人物を殺人犯としてだけでなく、少なくとも潜在的に共感できるようにしておくことを好むが、ここでは前者だけである）。」と述べている。彼は、プロットが「『ポアロのクリスマス』の焼き直しのようなもの（憎い父親、善良な息子、ろくでなしな息子、金食い虫の妻など）だが、構成に締まりや工夫がない。童謡も本筋に関係ない」としている。この小説に対する彼の結論は、「それでも、酸っぱい良い読後感」であった。

## 出版
| 題名                         | 出版社   | 文庫名                                | 訳者       | 巻末                                     | カバーデザイン     | 初版年月日     | ページ数 | ISBN              | 備考 |
| ---------------------------- | -------- | ------------------------------------- | ---------- | ---------------------------------------- | ------------------ | -------------- | -------- | ----------------- | ---- |
| ポケットにライ麦を           | 早川書房 | ハヤカワ・ポケット・ミステリ200       | 宇野利泰   | 宇野利泰 クリスティーの最新作            |                    | 1954年12月31日 | 222      |                   | 絶版 |
| ポケットにライ麦を           | 早川書房 | ハヤカワ・ポケット・ミステリ 200 改版 | 宇野利泰   | 宇野利泰 クリスティーの最新作            |                    | 1974年11月15日 | 235      |                   | 絶版 |
| ポケットにライ麦を           | 早川書房 | ハヤカワ・ミステリ文庫HM1-17          | 宇野利泰   |                                          | 真鍋博             | 1976年12月1日  | 332      | 978-4-15-070017-1 | 絶版 |
| ポケットにライ麦を           | 早川書房 | クリスティー文庫40                    | 宇野利泰   | 大津波悦子                               | Hayakawa Design    | 2003年11月11日 | 393      | 978-4-15-130040-0 | 絶版 |
| ポケットにライ麦を〔新訳版〕 | 早川書房 | クリスティー文庫40                    | 山本やよい | 解説 彼女は編み物するだけではない 霜月蒼 | 早川書房デザイン室 | 2020年8月20日  |          | 978-4-15-131040-9 |      |

## 映像化

### テレビドラマ
ミス・マープル『ポケットにライ麦を』
シーズン1 エピソード4（通算第4話）  イギリス1985年放送
- ミス・マープル: ジョーン・ヒクソン
- レックス・フォーテスキュー: ティモシー・ウェスト
- パーシバル・フォーテスキュー: クライヴ・メリソン
- ジェニファー・フォーテスキュー: レイチェル・ベル
- ランス・フォーテスキュー: ピーター・デイヴィソン
- アデル・フォーテスキュー: ステイシー・ドーニング
- ヴィヴィアン・デュヴォワ: マーティン・スタンブリッジ
- ニール警部: トム・ウィルキンソン

アガサ・クリスティー ミス・マープル『ポケットにライ麦を』
シーズン4 エピソード1（通算第13話）  イギリス2009年放送
大筋は原作に沿っている。
- ミス・マープル: ジュリア・マッケンジー
- レックス・フォーテスキュー: ケネス・クラナム
- アデル・フォーテスキュー: アンナ・マデリー
- ランス・フォーテスキュー: ルパート・グレイヴス
- パーシバル・フォーテスキュー: ベン・マイルズ
- ニール警部: マシュー・マクファディン
- アイリーン・グローブナー: ローラ・ハドック